# Estación Uriburu
Uriburu es una estación ferroviaria del Ferrocarril Domingo Faustino Sarmiento de la red ferroviaria argentina, en el ramal que une las estaciones de Once y Toay. Se ubica en la localidad de Uriburu, departamento Catriló, Provincia de La Pampa, Argentina.

## Servicios
Sus vías están concesionadas a la empresa de cargas Ferroexpreso Pampeano.
Desde agosto de 2015 no se prestan servicios de pasajeros.